# Valentin Nikolayev (luchador)
Valentin Nikolayev (Ucrania, Unión Soviética, 6 de abril de 1924-31 de octubre de 2004) fue un deportista soviético especialista en lucha grecorromana donde llegó a ser campeón olímpico en Melbourne 1956.

## Carrera deportiva
En los Juegos Olímpicos de 1956 celebrados en Melbourne ganó la medalla de oro en lucha grecorromana estilo peso ligero-pesado, por delante del búlgaro Petko Sirakov (plata) y del sueco Karl-Erik Nilsson (bronce).